# Marlboro (Vermont)
Marlboro – miasto w Stanach Zjednoczonych, w stanie Vermont, w hrabstwie Windham.